# Ib Schønberg (dokumentarfilm)
 Denne artikel omhandler en dokumentarfilm. Opslagsordet har også en anden betydning, se Ib Schønberg.
Ib Schønberg er en dansk portrætfilm fra 2000 instrueret af Ole Roos efter eget manuskript.

## Handling
Årets danske filmnyhed i 1938 var, at Ib Schønberg ikke var med i nogen film. Ellers var den store skuespiller svær at komme udenom. Frem til sin død i 1955 medvirkede han i ikke færre end 119 danske spillefilm. Et enkelt år, 1949, var han sågar på plakaten i samtlige otte premierer. Ib Schønberg var den fødte filmskuespiller, hvilket Ole Roos' portræt understreger ved ukommenteret at lade en kavalkade af Schønbergs mange filmfigurer føje sig sammen til en kalejdoskopisk Danmarksfilm, fyldt med sort/hvid tidskolorit, komiske optrin og realistiske hverdagsbilleder. Mest uforglemmelige er dog de store tragiske bravournumre som alkoholisten i Café Paradis (1950) og den afsluttende selvmordsscene med Ellen Gottschalch i Ta', hvad du vil ha' (1947).